# Dolac (miasto Kraljevo)
Dolac (cyr. Долац) – wieś w Serbii, w okręgu raskim, w mieście Kraljevo. W 2011 roku liczyła 151 mieszkańców.